# James Barrier
James "Buffalo Jim" Barrier (22 de marzo de 1953 - 5 de abril de 2008), nacido en Cleveland, Ohio, fue un promotor de lucha libre local en Las Vegas . Su lucha legal con el dueño del negocio y propietario Frederick "Rick" Rizzolo, propietario de un terreno ocupado por el negocio de reparación de automóviles de Barrier, fue cubierto por los medios a principios de la década de 2000.

## Carrera profesional
Barrier se mudó a Las Vegas en 1971 desde Cleveland, Ohio . Más tarde abrió un taller de reparación de automóviles, Allstate Auto & Marine, en Industrial Road, cerca de Las Vegas Strip. El negocio estuvo en funcionamiento hasta su muerte en 2008. A fines de la década de 1990, abrió y administró una escuela de lucha libre, la Buffalo Wrestling Federation. La escuela a veces era el lugar de su popular programa de televisión local, Jim Wars, que se transmitía los viernes por la noche. Además de su negocio de reparación de automóviles, escuela de lucha libre y programa de televisión, Barrier escribió una columna semanal sobre reparación de automóviles para el ahora desaparecido Las Vegas Mercury titulada "Nuts and Bold with Buffalo Jim".
Como promotor de lucha libre, especialista en reparación de automóviles y empresario, Barrier se hizo amigo de numerosas celebridades. Entre ellos se encuentran Hulk Hogan, el Undertaker, el boxeador Muhammad Ali, y la estrella de cine y lucha libre Dwayne “The Rock” Johnson . Barrier también poseía una gran colección de recuerdos de celebridades, desde vehículos hasta un mechón de cabello del músico Elvis Presley . Además de piezas más pequeñas en su colección, Barrier también lucía una colección de autos que incluía un Jensen Interceptor que una vez fue propiedad del cantante Wayne Newton y un Cadillac rosa que luego tomó prestado el músico Kid Rock como parte de su propuesta a Pamela Anderson en Las Vegas en 2002.

## Vida personal
En 2005, Barrier fue votado como "el personaje más colorido de Las Vegas" por Las Vegas Review Journal, describiéndolo como "un hombre moderno del Renacimiento". También era padre soltero de cuatro hijas.

## Disputa legal
Barrier fue conocido en las Vegas, debido a reportajes de las televisiones, gracias a que ganó una larga disputa sobre espacio de aparcamiento con su vecino y casero, Rick Rizzolo,  propiertario del club para hombres, "Crazy Horse Too", situado al lado de la puerta del taller de Barrier. Rizzolo fue al juzgado y se le obligó a vender el club nocturno para que pudiese pagar las deudas. Al no lograr vender su negocio, el servicio de los Marshals de EUA se apodero del bar en septiembre de 2007, forzándolo a cerrar. Rizzolo fue liberado a finales de marzo del 2008 tras servir un año en prisión por evasión de impuestos
Debido a que el gobierno se hizo cargo de la propiedad, Barrier se vio obligada a mudarse. Estaba trabajando con profesionales de bienes raíces para asegurar una nueva ubicación antes de morir.

## Muerte
En la mañana del 6 de abril de 2008, el cuerpo de James Barrier fue encontrado en un Motel 6 en Boulder Highway, una sección más antigua de Las Vegas cerca de un área residencial. Según la policía, Barrier fue encontrado acostado en la cama, boca arriba, con una botella vacía de Valium recetada en la mesita de noche y los pantalones bajados hasta los tobillos. Una mujer conocida solo como "Lisa" que estaba en la habitación con Barrier esa noche le dijo a la policía que Barrier tuvo una convulsión, sin embargo, ella no lo informó en ese momento y se fue cuando ocurrió la convulsión. La causa oficial de la muerte fue declarada accidental, citando miocardiopatía dilatada. Entre abril de 2008 y junio de 2008, las declaraciones del entonces forense del condado de Clark, Michael Murphy, también indicaron rastros de cocaína en los informes de toxicología de Barrier como un factor que contribuyó a su muerte. Además, 20 mg de GHB en el sistema de Barrier, pero no se consideró un factor que condujera a su muerte.

## Sospecha de juego sucio
Si bien los funcionarios declararon que la muerte de Barrier fue accidental, amigos y familiares han declarado públicamente que la muerte de Barrier fue un asesinato y sigue sin resolverse. Los seguidores y seres queridos de Barrier señalan lo siguiente como evidencia de juego sucio:

### Liberación de Rick Rizzolo de prisión
El Las Vegas Review Journal observó lo siguiente: "Barrier ayudó al gobierno federal en su investigación sobre la evasión de impuestos en Crazy Horse Too. Rizzolo se declaró culpable de cargos de evasión de impuestos y pasó un año y un día bajo custodia. Fue liberado formalmente el 4 de abril, dos días antes de que Barrier fuera encontrado muerto".
Con la muerte de Barrier tan pronto después de la liberación de Rizzolo (un hombre con el que Barrier tuvo numerosas batallas en los tribunales por los espacios de estacionamiento, el obstáculo de su taller mecánico interrumpió los planes de expansión de Rizzolo y el trabajo cercano de Barrier con el FBI antes del juicio de Rizzolo y encarcelamiento), familiares y amigos han especulado que la muerte de Barrier está relacionada con la liberación del dueño del notorio club.

### Amenazas de muerte y las predicciones de venir después de Barrera usando mujeres o drogas
En las semanas y días previos a su muerte, Barrier había recibido amenazas de muerte por teléfono y cartas dirigidas a su taller de reparación de automóviles. El 5 de abril de 2008, el día antes de su muerte, Barrier declaró que recibió una llamada telefónica de alguien que se identificó como sicario y amenazó con matarlo.

En un artículo en primera persona para Las Vegas Weekly, el periodista y amigo de Barrier, Joshua Longobardy, incluyó una conversación que había tenido con Barrier antes de la muerte de Barrier:
[Barrera] ya había estado en alerta máxima. Su preocupación por su seguridad se había exacerbado al saber que Rick Rizzolo, el ex propietario del club de caballeros Crazy Horse Too, quien según las autoridades federales tiene vínculos con familias del crimen organizado, y contra quien Barrier ayudó a solidificar un caso federal que resultó en una -año de prisión, había sido liberado al mundo libre el día anterior. Por esta razón, Barrier también me llamó el viernes por la noche. Ese mismo día había recibido una llamada telefónica de un asesino a sueldo que se describe a sí mismo y, aunque Barrier no creía que nadie lo atacaría cara a cara, expresó su preocupación por una forma alternativa de ataque. Como hablaba con Barrier todas las semanas y como siempre había sabido que era un hombre sensato, consideré válidas sus preocupaciones en general y se lo dije. “Cuidado con las emboscadas”, dije. Él respondió manifestando su presentimiento de que sus enemigos, de nombre, la familia Rizzolo y sus asociados, intentarían sacarlo a través de una estratagema. “Van a intentar hacerlo a través de una mujer”, dijo. “O van a tratar de drogarme”.
Días después de que Barrier fuera encontrado muerto, Gus Flangas, un conocido y abogado de Barrier, fue citado en Las Vegas Review Journal diciendo: "Todo lo que puedo decir es que las circunstancias (que rodearon la muerte de Barrier) parecen sospechosas; obviamente, justificarán una mayor investigación. "

### Robo en tienda de autos
Se produjo un allanamiento en el taller mecánico de Barrier el día que Rizzolo salió de prisión. No se llevaron nada, pero una hoja de papel que contenía la dirección de su casa se exhibió de manera prominente en su escritorio, en medio de la basura. Amigos y familiares teorizan que se trataba de una declaración de que alguien le estaba diciendo a Barrier que sabían dónde vivía.
Las llaves del Rolls Royce de Barrier estaban en la habitación con él. Sin embargo, el auto no fue visto en el estacionamiento cuando sus dos hijas menores fueron llevadas a la habitación del Motel 6 para identificar su cuerpo. El vehículo, que había conducido desde su casa hasta el Motel 6, era originalmente propiedad del desarrollador de casinos Bob Stupak y Barrier lo incautó después de que Stupak no pagara los servicios de reparación. Después de que la familia Barrier interrogó a la policía sobre el paradero del Rolls Royce, más tarde fue encontrado en el estacionamiento del Motel 6 en un área que había sido registrada previamente y que originalmente no contenía su vehículo. También se ha limpiado.

## Autopsia independiente e investigación forense
A pesar de las preocupaciones expresadas por la familia y los amigos de James Barrier, el forense del condado de Clark y los investigadores del Departamento de Policía Metropolitana de Las Vegas no sospecharon que hubo un crimen en la muerte de Barrier. Los agentes de policía también afirmaron que nunca se tomaron huellas dactilares en el lugar de la muerte de Barrier.

Un informe preliminar a la familia de Barrier indicó que no había signos de drogas o un ataque cardíaco en el cuerpo de Barrier. Un informe de autopsia posterior indicó que Barrier murió de miocardiopatía dilatada (músculos cardíacos inflamados). El Las Vegas Review Journal informó lo siguiente del entonces forense del condado de Clark, Michael Murphy, DBA:
"El informe preliminar de Simms indicó que no había signos de un ataque al corazón, lo que alimentó la creencia de la familia de que Barrier murió en circunstancias sospechosas.

 Murphy dijo que cuando una persona muere de un ataque al corazón, el músculo cardíaco está muerto.

 Barrier no tenía músculos muertos, pero tenía una enfermedad cardíaca. En términos médicos, murió de una enfermedad cardíaca combinada con el uso de cocaína, dijo Murphy, aclarando los hallazgos de Simms".
No satisfecha con los hallazgos del forense del condado de Clark, la familia de Barrier contrató a la Dra. Rexene Worrell, patóloga independiente, para realizar una autopsia. A la familia de Barrier se le prometieron fotografías, video, audio y notas que documentaran el examen al finalizar la autopsia. Sin embargo, una vez completado, Worrell se negó a proporcionar a la familia los hallazgos, dijo: "Necesito conservar el archivo en caso de que vaya a la corte". A partir de 2018, 10 años después de la autopsia independiente, la información obtenida por Worrell sobre el cuerpo de Barrier aún no se había entregado a la familia.[cita requerida]
En un esfuerzo por determinar si Barrier tenía un historial reciente de uso de drogas, la familia de Barrier solicitó que su cuerpo fuera exhumado para analizar muestras de cabello de su cuerpo en busca de drogas. La oficina del forense del condado de Clark declaró que no tenía planes de exhumar el cuerpo de Barrier y que tal acción solo podría realizarse a pedido de las fuerzas del orden público para un proceso penal.

## Funeral y entierro
El funeral de Barrier fue el 12 de abril de 2008 en Palm Downtown Mortuary and Cemetery. La siguiente es una descripción de los dolientes que vinieron a mostrar sus respetos:
Antes de que lo enterraran, hace cuatro semanas, grandes multitudes entraron en la funeraria Palms Mortuary en la parte antigua de Las Vegas para ver a Buffalo Jim Barrier por última vez. Llegaron en manadas interminables: enanos, luchadores, Ángeles del Infierno, indios nativos americanos de pura ascendencia, abogados, periodistas, neurocirujanos de renombre mundial —cojos y vagabundos—, políticos, banqueros, ejecutivos de televisión, hombres que tenían más dinero que Dios, boxeadores, leviatanes, imitadores de Elvis, esos como Buffalo que arreglaban autos y que llegaban con grasa fresca untada en sus monos, pecadores, celebridades, gente tan vieja como Las Vegas y chicas jóvenes recién nacidas en la ciudad esta primavera.
La tumba de Barrier se encuentra en el cementerio Palm Downtown en: (36°11′04″N 115°08′08″O / 36.1844444, -115.1356944)